# Éditions Larousse
Éditions Larousse è una casa editrice francese specializzata in dizionari. Fondata da Pierre Larousse, fu acquistata da Vivendi Universal nel 1998. Vivendi ebbe grosse perdite e la vendette nel 2002 a Lagardère Group che soddisfece l'opinione pubblica in quanto la società rimase in mani francesi, malgrado l'obiezione dei piccoli editori che lamentano un monopolio virtuale dell'editore nell'editoria francese.
Fu una filiale di Hachette Livre dal 2004.

## Storia

### Il fondatore: Pierre Larousse

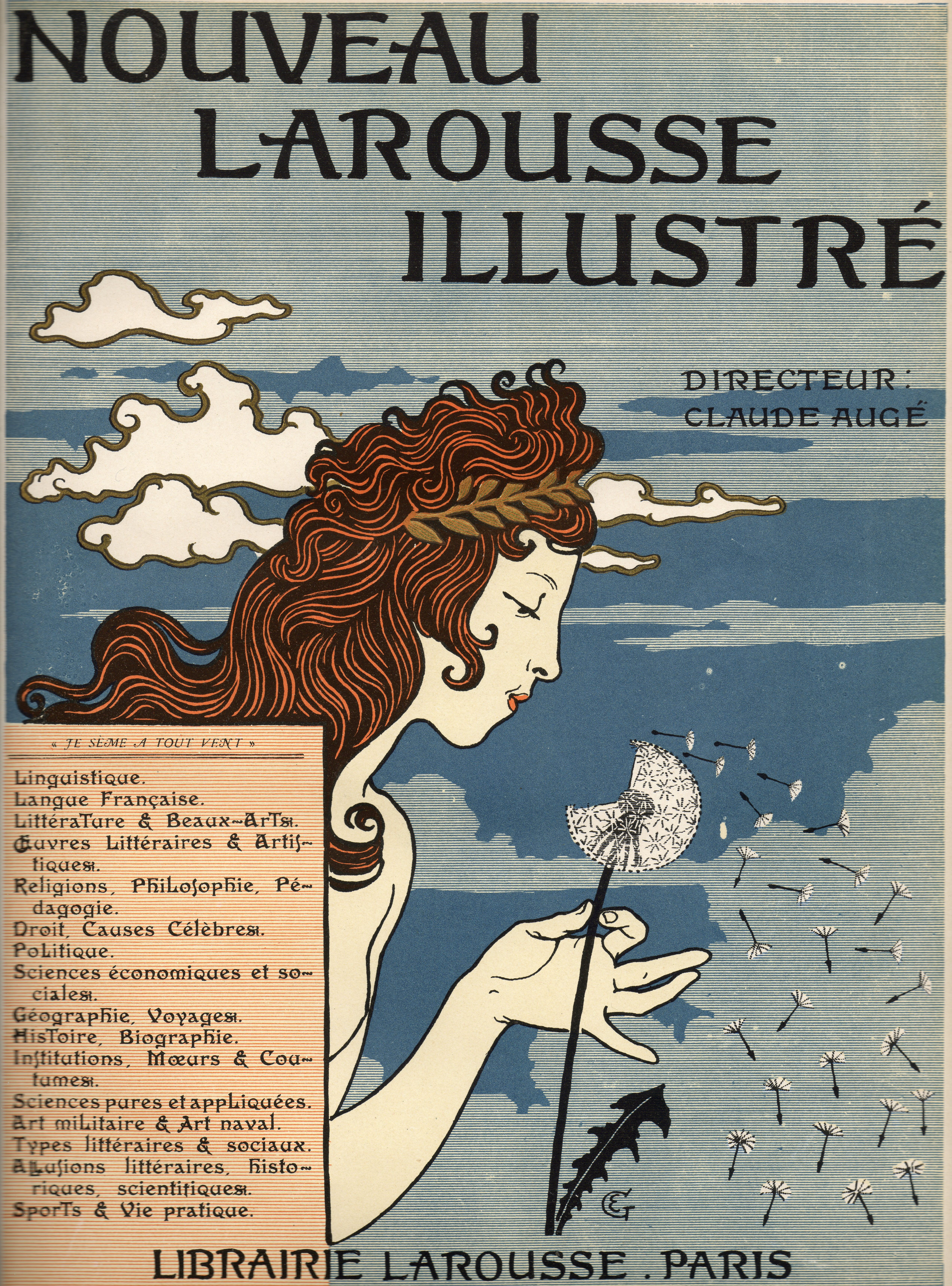
Edizione del 1897-1904

La casa editrice Larousse, fondata nel 1852 decolla a metà del XIX secolo. La sua storia è legata a quella del suo fondatore, Pierre Larousse (1817-1875), che aprì con il suo compagno Pierre-Augustin Boyer (1821-1896), anche lui insegnante, una libreria con i loro nomi nel Quartiere Latino: la Maison Larousse & Boyer. L'obiettivo di questi due repubblicani anticlericali era quello di scrivere libri di testo rinnovati per le scuole primarie e secondarie, come quelli proposti da Louis Hachette dal 1833.
I due insegnanti borgognoni (Pierre Larousse ha più un ruolo creativo e Augustin Boyer quello commerciale) affittano una piccola stanza in rue Pierre-Sarrazin 2 per poi stabilirsi nel 1856 in rue Saint-André-des-Arts 4910.
Nel 1856, Pierre Larousse pubblicò con l'aiuto di François Pillon il Nouveau Dictionnaire de la langue française, antenato del Petit Larousse, un'opera che fu condannata dalla Chiesa. Successivamente, per quasi venticinque anni, sviluppò il Grand dictionnaire universel du XIX secolo (pubblicato dal 1866 al 1877) in 17 volumi (20.500 pagine). Nel frattempo, nel 1869, Pierre si separò da Boyer (le due famiglie si sarebbero riunite di nuovo nel 1889), affittò una tipografia in rue Notre-Dame-des-Champs. Morì all'età di 57 anni, esausto dal lavoro. Sua moglie Suzanne creò la società "Vve P. Larousse et Cie" con suo nipote, Jules Hollier-Larousse (1842-1909). La Revue encyclopédique è stata prodotta da Hollier-Larousse et Cie, a Parigi tra il 1891 e il 1899.
Dal momento che Pierre Larousse non aveva avuto figli, i continuatori della Librairie Larousse furono Émile e Georges Moreau, Paul Gillon e Claude Augé; quest'ultimo era entrato nella casa editrice  come assistente contabile.